# Тумутук
Тумуту́к (тат. Тымытык) — село в Азнакаевском районе Татарстана. Административный центр муниципального образования «Тумутукское сельское поселение». Окрестности села были обитаемы в эпоху бронзового века. Село было основано в XVIII веке. В 1930-е — 1950-е годы — районный центр. Население достигало 2705 человек в 1910 году, в 2021 году оно составляло 1094 человека.

## География

### Географическое положение
Находится в лесостепной зоне, в пределах Бугульминско-Белебеевской возвышенности, в Восточном Закамье, на реке Ик. Располагается в 23 км к северо-востоку от районного центра — города Азнакаево. Высота над уровнем моря — 88 м.

### Климат
Территория села характеризуется умеренно-континентальным климатом с продолжительной холодной зимой и жарким коротким летом. Согласно Классификации климатов Кёппена, климат здесь определяется как Dfb — влажный континентальный климат с тёплым летом.
| Показатель              | Янв.  | Фев.  | Март | Апр. | Май  | Июнь | Июль | Авг. | Сен. | Окт. | Нояб. | Дек. | Год   |
| ----------------------- | ----- | ----- | ---- | ---- | ---- | ---- | ---- | ---- | ---- | ---- | ----- | ---- | ----- |
| Средняя температура, °C | −11,9 | −11,2 | −5   | 4,7  | 13,1 | 17,7 | 19,1 | 16,3 | 10,9 | 3,8  | −4,4  | −9,7 | 3,6   |
| Норма осадков, мм       | 31,6  | 26,0  | 21,8 | 27,1 | 43,0 | 69,8 | 57,6 | 62,1 | 54,8 | 50,2 | 36,6  | 36,1 | 516,7 |
| Источник:               |       |       |      |      |      |      |      |      |      |      |       |      |       |

## История
Было основано в XVIII веке. С момента основания до первой половины XIX века село имело сложный этно-сословный состав населения: башкиры-вотчинники, тептяри, государственные крестьяне.
Помимо традиционных повсеместных земледелия (сельская община владела 5160 десятинами земли в начале XX века) и скотоводства, обычными занятиями жителей также были ювелирный, кожевенный, шерстобитный, санный, кузнечный промыслы, пчеловодство.
В начале XX века здесь были волостное правление, земская почтовая станция, по вторникам проводился базар. В 1912 году в доме учителя Ш. Ш. Адылова было открыто русско-татарское земское училище.
В начале XX века здесь действовали три мечети, медресе, два мектеба. В 1880-е годы и на рубеже столетий Тумутукское медресе упоминается в числе одной из «выдающихся школ» Бугульминского уезда. Оно состояло из семи домов, а количество учащихся доходило до 300 человек. Помимо мударриса, там было 10 помощников (хальфы). В числе других, медресе получало целевое земское пособие (200 руб.) на приобретение учебных принадлежностей. Несколько лет в нём преподавал писатель Таджетдин Ялчыгул. В 1875—1885 годах здесь учился педагог, писатель Закир Хади. В 1912 году при медресе появились русские классы.
В конце 1870-х годов среди мусульман Самарской губернии происходили волнения в связи с ожидавшимся ими крещением, следствием которых стало коллективное, в том числе и жителей деревни, прошение в адрес министра внутренних дел Российской Империи 6 января 1879 года. В середине 80-х годов XIX века в Самарской губернии прокатилась волна крестьянских выступлений, причиной которой «было ложное истолкование изданных земством чумных правил. [...] В этих правилах говорилось о священниках, а о муллах не упоминалось, вследствие чего татары стали думать, что и у них будут православные священники». В прошении министру внутренних дел от 1885 года поверенные крестьян, в числе прочих и деревни Тумутук, просили прислать «печатные объявления о том, что правительство не желает изменить нашу религию, и предоставляет нам ту же свободу вероисповедания, которая существовала до сих пор».
В конце 1919 — начале 1920 года здесь была открыта изба-читальня. В 1919 году начала действовать начальная школа, в 1929 году — школа крестьянской молодёжи, в 1973 году — стоматологическая поликлиника, участковая больница. В 1929 году здесь была создана машинно-тракторная станция. В этом же году в селе был образован колхоз «Авангард». В 1959 году в его состав были включены колхозы «Чишма» и «Коминтерн». В 1964 году колхоз «Авангард» посетил первый секретарь ЦК КПСС Н. С. Хрущёв. В это время в районе колхоз был передовым. В 1992 году он был реорганизован в акционерное общество, в 1999 — в сельскохозяйственный производственный кооператив. С 2001 года входит в состав ООО «Агрофирма „Азнакай“».
В конце XVIII — первой половине XIX века селение было в составе Юрминской поземельной волости Бугульминского уезда Оренбургской губернии. В 1918 году десятки здешних хозяйств переселились на свои земли на правом берегу реки Ик, образовав деревню Новый Тумутук. С 1850 по 1920 год село было в Бугульминском уезде Самарской губернии, являлось волостным центром.  В 1920 году вошло в состав образованного Бугульминского кантона ТатАССР. В связи с упразднением кантонного деления в республике, 10 августа 1930 года стало центром образованного одноимённого района, существовавшего до 20 октября 1931 года, а также с 10 февраля 1935 года по 16 июля 1958 года. С 20 октября 1931 года по 10 февраля 1935 года, с 16 июля 1958 года по 1 февраля 1963 года и с 12 января 1965 года в составе Азнакаевского района. В результате реформы административно-территориального деления, с 1 февраля 1963 года по 12 января 1965 года село входило в состав Альметьевского района.

## Население
| 1795  | 1816  | 1834  | 1850  | 1859  | 1889  | 1897  |
| ----- | ----- | ----- | ----- | ----- | ----- | ----- |
| 321   | ↘231  | ↘196  | ↗409  | ↗1078 | ↗1894 | ↗2475 |
| 1910  | 1920  | 1926  | 1938  | 1949  | 1958  | 1970  |
| ↗2705 | ↘2315 | ↘1621 | ↗2046 | ↘1838 | ↗2602 | ↘2052 |
| 1979  | 1989  | 2002  | 2010  | 2015  | 2018  | 2021  |
| ↘1865 | ↘1390 | ↗1408 | ↗1472 | ↗1476 | ↘1422 | ↘1094 |

В 1816 году при подсчёте учитывались только мужчины. На начало 2018 года в селе жили 1422 человека (244 — детского, 786 — трудоспособного, 392 — старше трудоспособного возраста). По переписи 2021 года в селе жили 1094 человека. Из 931 указавшего национальность были 903 татарина, 7 русских и 21 представитель других национальностей. Русский язык был родным для 12 человек (при этом использовали его 873 человека), татарский — для 903 (использовали 900 человек). По переписи 2010 года — 1472 человека. По переписи 2002 года — 1408 жителей (татары — 96%).

## Экономика
На территории и вблизи села имеются: производственные территории и производственное здание, коневодческая ферма, две фермы крупного рогатого скота, зерноток, склад горюче-смазочных материалов, материальный склад, машинно-тракторная мастерская, машинно-тракторная станция, машинно-тракторный парк, зерносклад. Сельскохозяйственные производители села специализируются на полеводстве, мясо-молочном скотоводстве. Большая часть населения занята в ООО «Агрофирма „Азнакай“», крестьянских (фермерских) хозяйствах. Часть жителей работают в подстанции АЭС и в Управлении по подготовке технологической жидкости для поддержания пластового давления.

## Инфраструктура
В селе с 1935 года действует средняя школа, с 1983 года — детский сад. Имеются филиал санатория-профилактория «Азнакаевский», врачебная амбулатория, универсальная спортивная площадка, отделение Сбербанка, отделение почтовой связи, кафе на 150 посадочных мест, два действующих и одно закрытое кладбища общей площадью 10,56 га.
Общая площадь села — 260,87 га. В селе 26 улиц. Жилищный фонд представлен индивидуальной и многоквартирной жилой застройкой общей площадью 27,2 тыс. кв. м, обеспеченностью 19,13 кв. м на человека. Село газифицировано и электрифицировано. Водоснабжение осуществляется из подземных (родниковых) источников, а также при помощи артезианских скважин и водонапорных башен. Централизованным водоснабжением охвачено 80% хозяйств. Централизованная система водоотведения отсутствует. Население пользуется септиками или выгребными ямами. Отопление индивидуальной застройки осуществляется от локальных источников теплоснабжения, работающих на газе. Есть многоквартирный дом с центральным отоплением. Через село проходят автомобильные дороги общего пользования регионального значения: Учалле — Тумутук, Тумутук — Урсаево, Азнакаево — Тумутук — Кук-Тяка.

## Культура и религия
В окрестностях села имеется археологический памятник — стоянка срубной культуры. Известны культурные слои и находки предметов периода Средневековья из остатков поселения у села. На надгробии XIX века муллы Закизяна из села запечатлена эпитафийная надпись —  четырёхколенное фамильное шеджере, сообщающее о генеалогических коленах с примечаниями, отражающие сведения о предках усопшего с их титулами, названиями мест их рождения и службы.
В селе с 1946 года действует библиотека, с 1971 года — дом культуры, а с 1991 года — детская музыкальная школа. В селе имеются семь творческих коллективов: народный театральный коллектив тат. «Юлдаш» (Спутник), спутник народного театра тат. «Тылсым» (Волшебство), ансамбль народных инструментов «Курай», детский фольклорный ансамбль тат. «Чишмәкәй» (Родничок), вокальный ансамбль тат. «Чулпан» (Венера), фольклорный ансамбль тат. «Тын-Ык» (Тихий Ик), спутник народного коллектива «Спутник». В 2001 году была построена мечеть. В селе находится местная мусульманская религиозная организация — сельский приход Духовного управления мусульман Республики Татарстан.

### Книги
- Владимирова Л. М. Самарское земство и крестьяне-мусульмане губернии (1865–1914 гг.) :  [рус.] : Монография. — Институт истории им. Ш. Марджани АН РТ. — Казань, 2016. — Вып. 6. — 256 с. — (Исторические судьбы народов Поволжья и Приуралья). — ISBN 978-5-94981-226-6.
- Система землевладения и социальные категории населения Волго-Уралья и Западной Сибири XVI–XIX вв :  [рус.] : научный сборник / Шеф-редактор издания Р. Р. Салихов. — Институт истории им. Ш. Марджани АН РТ. — Казань, 2021. — Вып. 1. — 448 с. — ББК 63.3(2)43-04. — УДК 94(47+57).04/08(G). — ISBN 978-5-94981-359-1.
- Татарские селения Юго-Восточного Закамья : Очаги просвещения и культуры :  [рус.] : коллективная монография / ред. А. И. Ногманов. — Институт истории им. Ш. Марджани АН РТ. — Казань, 2019. — 20 с. цв. вкл. + 388 с.

### Статьи
- Бурханов А. А. Находка золотоордынского зеркала в бассейне реки Ик / Бурханов А. А., Измайлов И. Л., Рахматуллина Ч. З. // Археология евразийских степей. — 2020. — № 6.
- Загидуллин И. К. Волнения татарских крестьян Волго-Уральского региона, вызванные нарушением традиционного уклада жизни, во второй половине XIX века // Известия Алтайского государственного университета. — 2015. — № 4 (88).
- Каримов Т. Т. Юрмый җир олысы: Тымытык авылы :  [татар.] // Гасырлар авазы — Эхо веков. — 2023. — № 4.
- Рафикова Г. "Волнение возникло из заблуждений и ошибок..." (Сулеевское восстание 1885 г.) // Гасырлар авазы — Эхо веков. — 2004. — № 3-4.
- Хисамиева Г. Надгробие как исторический документ: региональный аспект // Гасырлар авазы — Эхо веков. — 2007. — № 1-2.